# KJRマネジメント
株式会社KJRマネジメント（ケイジェイアールマネジメント）は、日本の不動産運用会社（投資顧問会社）。旧称は三菱商事･ユービーエス･リアルティ株式会社（MCUBS）。

## 概要
J-REITである日本都市ファンド投資法人（旧日本リテールファンド投資法人及び旧MCUBS MidCity投資法人）並びに産業ファンド投資法人の資産運用会社。
三菱商事とUBSの合弁会社として設立されたが、2022年4月に当社株式はKKRに2,300億円で譲渡された。
資産運用残高（AUM）は1.7兆円。

## 沿革
- 2000年（平成12年）
  - 11月15日 - エム･シー･アセットマネジメント株式会社として設立（三菱商事51%、UBS49%出資）。
  - 12月8日 - 三菱商事･ユービーエス･リアルティ株式会社に商号変更。
- 2002年（平成14年）3月12日 - 日本リテールファンド投資法人が東京証券取引所に上場。
- 2007年（平成19年）10月18日 - 産業ファンド投資法人が東京証券取引所に上場。
- 2015年（平成27年）
  - 4月22日 - MIDリートマネジメント株式会社（MIDリート投資法人の運用会社）の株式65%をMID都市開発より取得。
  - 6月16日 - MIDリート投資法人の商号を「MCUBS MidCity投資法人」に変更。
  - 9月1日 - 関西支社を設立。
- 2018年（平成30年）4月1日 - 「MCUBS MidCity株式会社」の株式20%を追加取得。
- 2019年（平成31年）
  - 4月1日 - MCUBS MidCity株式会社の全株式を取得。
  - 7月1日 - MCUBS MidCity株式会社を吸収合併し、統合。
- 2022年（令和4年）4月28日 - 株式が76株式会社（KKRの子会社）に取得され、株式会社KJRマネジメントに商号変更

## 事業所
- 本社：〒100-6420　東京都千代田区丸の内2-7-3 東京ビルディング
- 関西支社：〒530-8602　大阪市北区梅田2-2-22 ハービスENTオフィスタワー25階